# 東京ミュウミュウ スーパーベストヒット
『東京ミュウミュウ スーパーベストヒット』（とうきょうミュウミュウ スーパーベストヒット）は、テレビアニメ『東京ミュウミュウ』のベスト・アルバムシリーズ。2003年3月26日にインデックスミュージックから2枚同時に発売された。

## 概要
- オープニングテーマ「my sweet heart」とエンディングテーマ「恋はア・ラ・モード」、挿入歌や各キャラクターソングなどを収録したベスト・アルバム。2枚同時発売され、「東京ミュウミュウサイド」盤と「カフェミュウミュウサイド」盤では一部楽曲がヴァージョン違いで収録されている。また、PS版ゲームのみに登場する新キャラクター・赤井りんご（川田妙子）が歌う2曲のキャラクターソング（ゲーム初回特典として同梱されたCDに収録されたもの）も収録されている。
- 「カフェミュウミュウサイド」盤のディスクジャケットには、東京ミュウミュウたちのカフェミュウミュウの姿が描かれている。
- 「東京ミュウミュウサイド」盤のディスクジャケットには、東京ミュウミュウたちの変身時の姿が描かれている。
- 初回特典として、スペシャル・ステッカーが封入されている。
- 『東京ミュウミュウ キャラクターソングス』シリーズのキャラクターソングはほとんど収録されているが、『東京ミュウミュウ キャラクターソングス いちごのCDなのにゃん!』のカップリング曲「STRAWBERRY POWER」のみ収録されていない。

## リリース一覧

### カフェミュウミュウサイド
1. Introduction 〜カフェミュウミュウへようこそ♥〜 [0:45]
2. my sweet heart [3:50]
歌：小松里賀
作詞：T_T、作曲・編曲：UZA
3. 最高にHappy! [3:38]
歌：桃宮いちご/ミュウイチゴ（中島沙樹）
作詞：若木智円、作曲：UZA、編曲：村上正芳
4. afternoon tea [3:27]
歌：藍沢みんと/ミュウミント（かかずゆみ）
作詞：若木智円、作曲：UZA、編曲：藤田宜久
5. ひとりでいても [3:50]
歌：碧川れたす/ミュウレタス（佐久間紅美）
作詞：清原明恵、作曲：UZA、編曲：磯江俊道
6. 太陽なワタシ [3:09]
歌：黄歩鈴/ミュウプリン（望月久代）
作詞：kyo、作曲・編曲：藤田宜久
7. Don't Cry [4:17]
歌：藤原ざくろ/ミュウザクロ（野田順子）
作詞：Bco、作曲：UZA、編曲：磯江俊道
8. 癒してあげたい [4:34]
歌：赤井りんご/ミュウリンゴ（川田妙子）
作詞：若木智円、作曲：UZA、編曲：藤田宜久
9. My days -あの日を、忘れない- [5:06]
歌：小松里賀
作詞：清原明恵、作曲：UZA、編曲：磯江俊道
10. 恋はア・ラ・モード（New Edition） [3:29]
歌：東京ミュウミュウ（桃宮いちご（中島沙樹）、藍沢みんと（かかずゆみ）、碧川れたす（佐久間紅美）、黄歩鈴（望月久代）、藤原ざくろ（野田順子））
作詞・作曲：ホンダタカノブ、編曲：Grooving K.T・森和孝

### 東京ミュウミュウサイド
1. Introduction 〜東京ミュウミュウメタモルフォーゼ！！〜 [1:01]
2. キラメキの海を超えて [4:44]
歌：桃宮いちご/ミュウイチゴ（中島沙樹）
作詞：清原明恵、作曲：横井公博、編曲：藤田宜久
3. Blue Bird [4:17]
歌：藍沢みんと/ミュウミント（かかずゆみ）
作詞：若木智円、作曲：UZA、編曲：磯江俊道
4. 海を見ていた [4:12]
歌：碧川れたす/ミュウレタス（佐久間紅美）
作詞：清原明恵、作曲：UZA、編曲：村上正芳
5. YES YES YES! [3:51]
歌：黄歩鈴/ミュウプリン（望月久代）
作詞：UZA、作曲：UZA、編曲：村上正芳
6. ドゥビドゥワDANCIN' NIGHT [2:00]
歌：藤原ざくろ/ミュウザクロ（野田順子）
作詞：Bco、作曲：UZA、編曲：磯江俊道
7. 楽園を探して… [4:46]
歌：赤井りんご/ミュウリンゴ（川田妙子）
作詞：若木智円、作曲：藤田宜久、編曲：藤田宜久
8. グライダー（New Edition） [4:52]
歌：小松里賀
作詞：清原明恵、作曲：UZA、編曲：磯江俊道・森和孝
9. 恋はア・ラ・モード [3:29]
歌：東京ミュウミュウ（桃宮いちご（中島沙樹）、藍沢みんと（かかずゆみ）、碧川れたす（佐久間紅美）、黄歩鈴（望月久代）、藤原ざくろ（野田順子））
作詞・作曲：ホンダタカノブ、編曲：Grooving K.T
10. my sweet heart（Live Version） [3:53]
歌：小松里賀
作詞：T_T、作曲・編曲：UZA